# Unterlaimbach (Scheinfeld)

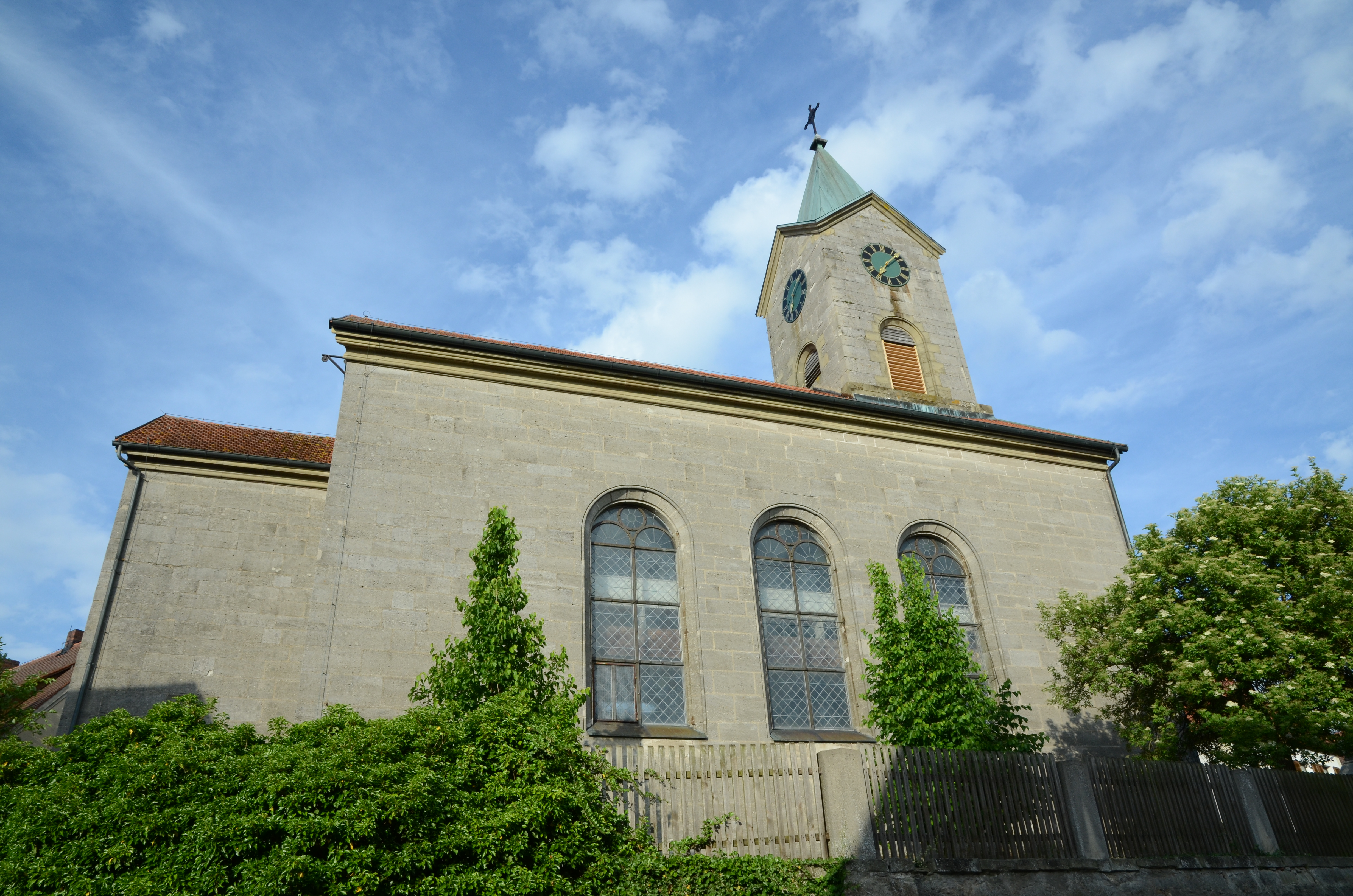
St. Veit (2012)

Unterlaimbach (fränkisch: Undalahbach, bis 1870: Unterleimbach) ist ein Gemeindeteil der Stadt Scheinfeld im Landkreis Neustadt an der Aisch-Bad Windsheim (Mittelfranken, Bayern). Die Gemarkung Unterlaimbach hat eine Fläche von 4,033 km². Sie ist in 439 Flurstücke aufgeteilt, die eine durchschnittliche Fläche von 9187,30 m² haben.

## Geografie
Das Kirchdorf liegt drei Kilometer südlich von Scheinfeld im östlichen Tal des namensstiftenden Laimbaches auf einer Höhe von 308 m ü. NHN. Naturräumlich befindet es sich im Südlichen Steigerwald.
Ein als Kirchweg bezeichneter betonierter Fußweg führt im linksseitigen Talgrund in das 1 km entfernte Frankenfeld. Eine Gemeindeverbindungsstraße verbindet die beiden Dörfer ebenfalls. Die Kreisstraße NEA 30 verläuft durch das Dorf und bildet nach Westen die Zufahrt zur Bundesstraße 8 über eine Brücke über den namensgebenden Bach. In nördlicher Richtung setzt sich diese nach Ruthmannsweiler fort, das in einer linksseitigen Bucht, unterhalb der Straußenhöhe, 2,3 km nordöstlich liegt.
Das Bestimmungswort „Laim“ des Gewässernamens bedeutet „Lehm“. Der Erdboden dieses Talgrundes ist stark lehmig. Das bayerische Urkataster zeigt Unterlaimbach in den 1810er Jahren mit 40 Herdstellen rund um die Kirche und ihren Gottesacker. Bei einem Dorfbrand am 15. September 1840 wurden mehrere Gebäude zerstört, darunter auch die Kirche.

## Geschichte
Vermutlich bei Unter- oder Oberlaimbach, am Laimbach, befand sich 816 das Kloster „Megingaud(e)shausen“ (benannt nach dem Grafen Megingaud). Megingaud aus dem Geschlecht der Mattonen übergab Benedikt von Aniane auf dem Reichstag von Paderborn im Jahr 815 seine Neugründung im Steigerwald, Kloster Megingaudshausen. Mit dem Generalabt vereinbarte man die Entsendung von Gründungspersonal und legte die Grundzüge der Stiftung fest. Abt Benedikt von Aniane entsandte daraufhin mehrere Mönche aus dem Musterkloster Kornelimünster nach Megingaudshausen. Das Kloster bestand bis ungefähr 877 und wurde in diesem Jahr nach Münsterschwarzach am Main verlegt. Als sein erster Abt gilt Teutgarius.
Eine Veste am Leymbach (im heutigen Ort Oberlaimbach) wurde urkundlich erstmals im Jahre 912 erwähnt. Damals schenkte der König Konrad I. dem Abt des Klosters Schwarzach (heute Münsterschwarzach) mehrere Besitzungen, darunter auch Leymbach. Aus der danach entstandenen bäuerlichen Ansiedlung zu beiden Seiten des Laimbaches gingen später die Dörfer Oberlaimbach und Unterlaimbach hervor. Als die Veste im Laufe der Jahre immer baufälliger wurde, errichtete man ab 1357 ein weiteres Schloss in Unterlaimbach.
Im Jahre 1364 war das Dorf einer Urkunde zufolge im Besitz der Herren von Seinsheim, im 16. Jahrhundert der Herren von Heßberg. Während des Bauernkrieges 1525 ließ Kasimir von Brandenburg-Kulmbach den Ort niederbrennen. 1528 schloss sich das Dorf der Reformation an. Ende des 16. Jahrhunderts saßen die Herren von Wenkheim auf Schloss Unterlaimbach, das 1602 an die Herren von Seckendorff verkauft wurde. Im Jahre 1644 kaufte es Graf (später Fürst) Schwarzenberg.
Nach dem Dreißigjährigen Krieg gab es im Ort nur noch neun Haushalte. Die Bevölkerung wuchs durch den Zuzug ehemaliger Soldaten und österreichischer Exulanten, die maßgeblich zum Wiederaufbau beitrugen. Das baufällige Schloss, das sich seit 1666 im Besitz der Unterlaimbacher Familie Ruhl befand, wurde mit Ausnahme des Burgstall Unterlaimbachs 1782 abgerissen.
Im Jahre 1806 kam die Gegend zu Bayern. Im Rahmen des Gemeindeedikts  (frühes 19. Jahrhundert) wurde Unterlaimbach dem Steuerdistrikt Scheinfeld zugeordnet. Mit dem Zweiten Gemeindeedikt (1818) entstand die Ruralgemeinde Unterlaimbach. Sie war in Verwaltung und Gerichtsbarkeit dem Herrschaftsgericht Schwarzenberg zugeordnet und in der Finanzverwaltung zunächst dem Rentamt Scheinfeld, nach dessen Auflösung im Jahr 1818 dem Rentamt Iphofen. 1852 kam Unterlaimbach an das Landgericht Scheinfeld. Für die Verwaltung war ab 1862 das Bezirksamt Scheinfeld zuständig (1939 in Landkreis Scheinfeld umbenannt) und für die Finanzverwaltung ab 1879 das Rentamt Markt Bibart (1919–1929: Finanzamt Markt Bibart, von 1929 bis 1972: Finanzamt Neustadt an der Aisch, seit 1972: Finanzamt Uffenheim). Die Gerichtsbarkeit blieb bis 1879 beim Landgericht Scheinfeld, von 1880 bis 1973 war das Amtsgericht Scheinfeld zuständig, seitdem ist es das Amtsgericht Neustadt an der Aisch.
Durch Bombenabwürfe im Zweiten Weltkrieg entstanden nur geringe Sachschäden, jedoch wurden einige Bewohner getötet oder verletzt. Eine Zerstörung des Dorfes durch zurückweichende Wehrmachtseinheiten konnte 1945 durch zwei beherzte Bürger verhindert werden; Unterlaimbach wurde am 13. April 1945 kampflos von US-Truppen besetzt. Die Zusammensetzung der Bevölkerung änderte sich durch den Zuzug von deutschen Flüchtlingen und Vertriebenen, vor allem aus dem Sudetenland.
1964 hatte die Gemeinde eine Gebietsfläche von 4,031 km². Am 1. Januar 1976 wurde Unterlaimbach im Zuge der Gebietsreform in Bayern nach Scheinfeld eingemeindet.

### Baudenkmäler
In Unterlaimbach gibt es sieben Baudenkmäler:
- Kirche St. Veit
- Haus Nr. 9: Ehemalige Schäferei
- Haus Nr. 15: Ehemaliges Pfarrhaus
- Haus Nr. 30: Wappen
- Haus Nr. 45: Wohnstallhaus und Hofmauer
- Haus Nr. 46: Wohnstallhaus
- Friedhofsmauer

ehemalige Baudenkmäler
- Haus Nr. 7: Gasthaus zum Löwen. Stattlicher zweigeschossiger Bau über L-förmigen Grundriss. Im Fries der auf Pilastern ruhenden Türverdachung bezeichnet „Johann Lorenz Hartmann 1841“. Im Walmdach auf profiliertem Traufgesims zwei Reihen Hopfenfenster. Verputzter Bruchsteinbau mit fünf Achsen nach Osten, vier nach Norden; westlich angebaut drei Achsen. Etwas vorspringender Sockel; profiliertes Gurtgesims.[22]
- Haus Nr. 16: Zweigeschossiges Wohnstallhaus, ehemals im Türsturz angeblich bezeichnet „1800“. Verputzter Massivbau von fünf zu drei Achsen. An der Giebelseite zur Straße geknickte Eckpilaster. An der nördlichen Traufseite angebaute Backstube mit Satteldach.[22]
- Haus Nr. 39: Erdgeschossiges verputztes Wohnhaus von drei zu einer Achse mit Satteldach, 18. Jahrhundert. Im Südteil dicke Mauer mit glatten Fensterrahmen, im Nordteil Fachwerk.[22]

### Bodendenkmäler
In der Gemarkung Unterlaimbach gibt es drei Bodendenkmäler.

### Einwohnerentwicklung
Gemeinde Schnodsenbach
| Jahr      | 1818   | 1840   | 1852  | 1855  | 1861   | 1867   | 1871   | 1875   | 1880   | 1885   | 1890   | 1895  | 1900   | 1905  | 1910   | 1919  | 1925   | 1933  | 1939  | 1946  | 1950   | 1952  | 1961   | 1970   | 1987   | 2009 |
| Einwohner | 204    | 189    | 200   | 203   | 207    | 218    | 227    | 232    | 231    | 229    | 216    | 205   | 200    | 200   | 181    | 188   | 198    | 190   | 178   | 350   | 302    | 278   | 206    | 149    | 173    | 180  |
| Häuser    | 39     | 41     |       |       |        |        | 40     |        |        | 40     | 41     |       | 41     |       |        |       | 41     |       |       |       | 42     |       | 44     |        | 51     |      |
| Quelle    | [ 16 ] | [ 24 ] | [ 3 ] | [ 3 ] | [ 25 ] | [ 26 ] | [ 27 ] | [ 28 ] | [ 29 ] | [ 30 ] | [ 31 ] | [ 3 ] | [ 32 ] | [ 3 ] | [ 33 ] | [ 3 ] | [ 34 ] | [ 3 ] | [ 3 ] | [ 3 ] | [ 35 ] | [ 3 ] | [ 18 ] | [ 36 ] | [ 37 ] |      |

## Religion

### Pfarrkirche St. Veit
Unterlaimbach hatte schon früh eine Kapelle, die dem heiligen Vitus (Veit) geweiht und eine Filiale der Pfarrei Gutenstetten war. Im Jahre 1442 wurde unter dem Abt Jodokus von Münchsteinach (gest. 1452) die Kaplanei zur selbstständigen Pfarrei erhoben und dem Dekanat Schlüsselfeld zugeteilt. Als erster Pfarrer wird der bisherige Kaplan Nikolaus Sell genannt. Nach der Erhebung Unterlaimbachs zur Pfarrei erfolgte der Ausbau der Kapelle zur Pfarrkirche. Bei der Zerstörung des Ortes 1525 brannte auch die Kirche ab.
Im Jahre 1528 wurde die Reformation eingeführt. Die Namen der ersten lutherischen Pfarrer sind nicht überliefert (erst ab der zweiten Hälfte des 16. Jahrhunderts liegen Angaben zu den Geistlichen vor). Im Jahre 1634 wurde der Pfarrer in den Wirren des Dreißigjährigen Krieges vertrieben, die Gottesdienste mussten daher jahrelang von Geistlichen aus Nachbargemeinden gehalten werden. Erst 1660 hatte Unterlaimbach wieder einen eigenen Pfarrer. Seit 1674 übten die katholischen Fürsten v. Schwarzenberg das Patronatsrecht aus, die Gemeinde blieb jedoch evangelisch.
Im Jahre 1715 erfolgte der Neubau des baufälligen Turmes. Beim Brand von 1840 wurde St. Veit zerstört und 1847/48 im neo-romanischen Stil wieder aufgebaut. Die letzte Restaurierung erfolgte 1972. Heute gehört die Kirche zum Dekanat Markt Einersheim. Die Kirchengemeinde Unterlaimbach ist Teil der Pfarrei Oberlaimbach - Markt Bibart - Unterlaimbach – Ziegenbach.
Drei Glocken hängen im Turm:
Gl. 1 | f′ | 1160 mm | „gegossen zu unterlaimbach im jahre 1847 - soli deo gloria“
Gl. 2 | a′ | 1030 mm | „Er ist unser Friede“ | Bachert, Heilbronn (1968)
Gl. 3 | c″ | 750 mm | „soli deo gloria 1847“

### Hagelfeiertag
Am 25. Mai wird als regionale Besonderheit der Hagelfeiertag mit einem Gottesdienst begangen.